# Drama (Šentjernej, Slovenija)
Drama je naselje u slovenskoj Općini Šentjerneju. Drama se nalazi u pokrajini Dolenjskoj i statističkoj regiji Donjoposavskoj regiji. 

## Stanovništvo
Prema popisu stanovništva iz 2002. godine naselje je imalo 90 stanovnika.